# Zanzan
Zanzan är ett distrikt, till 2011 en region, i Elfenbenskusten. Det ligger i den östra delen av landet, 290 km nordost om huvudstaden Yamoussoukro. Antalet invånare var 1 344 865 vid folkräkningen 2021. Arean är 38 131 kvadratkilometer. Zanzan gränsar till Comoé, Lacs, Vallée du Bandama och Savanes samt till Burkina Faso och Ghana.
Zanzan delas in i regionerna:
- Bounkani
- Gontougo